# Cynoglossus dispar
Cynoglossus dispar es una especie de pez de la familia Cynoglossidae en el orden de los Pleuronectiformes.

## Distribución geográfica
Se encuentran en las costas que van desde Pakistán hasta Madrás (India).